# Lliga catalana de bàsquet masculina 1990-1991
Fou l'11a edició de la Lliga catalana de bàsquet. Es produeix l'últim canvi en el sistema del torneig, passant a ser només eliminatòries.

## Primera ronda[1]
9 de setembre, Pavelló Municipal d'Esports, Cambrils
| Equip 1    | Marcador | Equip 2      |
| ---------- | -------- | ------------ |
| Girona     | 92–90    | Manresa      |
| Granollers | 75–60    | L'Hospitalet |

## Semifinals
| Equip 1   | Marcador | Equip 2    |
| --------- | -------- | ---------- |
| Joventut  | 86–61    | Granollers |
| Barcelona | 81–76    | Girona     |

| 11 setembre 1990 20:00 | Club Joventut de Badalona                                              | '86'–61 | Granollers EB                                             | Palau d'Esports, Barcelona Àrbitres: Amorós, Pizarro |
| 11 setembre 1990 20:00 | Resultat per meitats: 43–34, 43–27                                     |         |                                                           | Palau d'Esports, Barcelona Àrbitres: Amorós, Pizarro |
| 11 setembre 1990 20:00 | Pts: Thompson 16 Rebs: Thompson 9 Assist: R. Jofresa 3 Rec: Pressley 5 |         | Pts: Piñero 18 Rebs: Ortiz 8 Assist: Creus 2 Rec: Creus 6 | Palau d'Esports, Barcelona Àrbitres: Amorós, Pizarro |

| 11 setembre 1990 21:45 | FC Barcelona                                                           | '81'–76 | CB Girona                                                              | Palau d'Esports, Barcelona Àrbitres: Mitjana, Fernández |
| 11 setembre 1990 21:45 | Resultat per meitats: 37–40, 44–36                                     |         |                                                                        | Palau d'Esports, Barcelona Àrbitres: Mitjana, Fernández |
| 11 setembre 1990 21:45 | Pts: Ortiz 21 Rebs: Trumbo 10 Assist: Solozábal, Trumbo 2 Rec: Ortiz 3 |         | Pts: Ivanovic 23 Rebs: Johnson 4 Assist: Costa, Margall 2 Rec: Costa 6 | Palau d'Esports, Barcelona Àrbitres: Mitjana, Fernández |

## Final
| 12 setembre 1990 18:30 | Club Joventut de Badalona                                               | '92'–70 | FC Barcelona                                                                           | Palau d'Esports, Barcelona Àrbitres: Sanchis, Pizarro |
| 12 setembre 1990 18:30 | Resultat per meitats: 45–40, 47–30                                      |         |                                                                                        | Palau d'Esports, Barcelona Àrbitres: Sanchis, Pizarro |
| 12 setembre 1990 18:30 | Pts: Thompson 26 Rebs: Martínez 13 Assist: Villacampa 3 Rec: Martínez 4 |         | Pts: Jiménez, Solozábal 14 Rebs: Trumbo 7 Assist: Solozábal, Norris 3 Rec: Solozábal 3 | Palau d'Esports, Barcelona Àrbitres: Sanchis, Pizarro |

| Joventut |  | Barcelona |

| Cinc inicial: | Cinc inicial: | Cinc inicial:             | P  | R  | A |
| ------------- | ------------- | ------------------------- | -- | -- | - |
| B             | 5             | Rafael Jofresa            | 9  | 3  | 1 |
| A             | 8             | Jordi Villacampa          | 20 | 1  | 3 |
| A             | 11            | Harold Pressley           | 7  | 3  | 2 |
| P             | 10            | Cornelius Thompson        | 26 | 9  | 2 |
| P             | 13            | Ferran Martínez i Garriga | 21 | 13 | 0 |
| Suplents:     | Suplents:     | Suplents:                 | P  | R  | A |
| P             | 4             | Carlos Ruf                | 2  | 1  | 0 |
| B             | 6             | Tomàs Jofresa             | 3  | 0  | 0 |
| E             | 9             | Jordi Pardo               | 4  | 0  | 1 |
| P             | 12            | Juan Antonio Morales      | 0  | 0  | 0 |
| Entrenador:   |               |                           |    |    |   |
| Manuel Sáinz  |               |                           |    |    |   |

| Campió de la Lliga Catalana 1990      |
| ------------------------------------- |
| Club Joventut de Badalona Quart títol |

| Cinc inicial:     | Cinc inicial: | Cinc inicial:        | P  | R | A |
| ----------------- | ------------- | -------------------- | -- | - | - |
| B                 | 7             | Ignacio Solozábal    | 14 | 2 | 3 |
| B                 | 10            | José Antonio Montero | 12 | 1 | 2 |
| A                 | 4             | Andrés Jiménez       | 14 | 3 | 0 |
| P                 | 14            | Audie Norris         | 2  | 3 | 3 |
| P                 | 11            | José Ortiz           | 11 | 6 | 0 |
| Suplents:         | Suplents:     | Suplents:            | P  | R | A |
| B                 | 5             | José Luis Galilea    | 1  | 0 | 0 |
| P                 | 6             | Daniel Rovira        | 2  | 1 | 0 |
| P                 | 8             | Steve Trumbo         | 8  | 7 | 0 |
| A                 | 12            | Xavier Crespo        | 6  | 0 | 0 |
| Entrenador:       |               |                      |    |   |   |
| Božidar Maljković |               |                      |    |   |   |